# 红旗勋章 (中国)
红旗勋章是中华人民共和国授予军人的一种战时勋章，是现行中国军事荣誉制度中的第二级，由中华人民共和国中央军事委员会决定，中华人民共和国中央军事委员会主席授予。